# M6 & DR
M6 & DR (bürgerlich Mirnes Kvrgic und David Rösler) ist ein Musikproduzenten-Duo aus Österreich.

## Leben
Angefangen im Kindergarten trennten sich die Wege beider ab der Vorschule. 2018 kam es zu einem Wiedersehen und man beschloss gemeinsam einen Start in die Musikwelt zu wagen. Drei Jahre nach ihrem Zusammenschluss kam es zu einem Kontrakt zwischen dem Musiker RAF Camora, dem Produzenten-Duo The Cratez (Anthra Music) sowie dem Label BMG Rights Management, bei welchem sie seitdem unter Vertrag stehen.

## Statistik

### Auszeichnungen für Musikverkäufe
Anmerkung: Auszeichnungen in Ländern aus den Charttabellen bzw. Chartboxen sind in ebendiesen zu finden.
| Land/RegionAuszeichnungen für Musikverkäufe (Land/Region, Auszeichnungen, Verkäufe, Quellen) | Gold | Platin  | Verkäufe | Quellen         |
| -------------------------------------------------------------------------------------------- | ---- | ------- | -------- | --------------- |
| Frankreich (SNEP)                                                                            | —    | Platin1 | 100.000  | snepmusique.com |
| Insgesamt                                                                                    | —    | Platin1 |          |                 |